# Einspruch (Patentrecht)
Der Einspruch ist im deutschen und im europäischen Patentrecht ein Verfahren, mittels dessen die Überprüfung der Patentwürdigkeit eines zuvor dem Patentinhaber erteilten Patents von einer anderen Partei, dem/der Einsprechenden, veranlasst werden kann. Das Patent ist entweder ein deutsches Patent oder ein europäisches Patent.

## Rechtsgrundlage
Im deutschen Patentgesetz geben der § 21 die materielle und §§ 59 ff. die verfahrensmäßige Rechtsgrundlage für den Einspruch.
Im europäischen Patentrecht (Europäisches Patentübereinkommen) bilden die Art. 99 ff. und die R. 75 ff. die Grundlage des Einspruchsverfahrens.

## Regelungsinhalt und Zweck
Mit dem Einspruch kann der Einsprechende innerhalb eines Zeitfensters nach der Patenterteilung die erneute Überprüfung der Schutzfähigkeit des Patents anstoßen. Selten geschieht dies aus prinzipiellen Gründen. Regelmäßig befürchtet der Einsprechende, dass das Patent ihn in seinen gewerblichen Aktivitäten stört. Der Einsprechende muss seinen Einspruch inhaltlich begründen und kann und soll hierbei Material, das seiner Meinung nach dem Patent entgegensteht, nennen und ins Verfahren einführen.
Oft verfolgen Marktteilnehmer mittels Patentrecherchen die Patentierungsaktivitäten ihrer Wettbewerber aufmerksam.
Wenn es dabei zur Erteilung störender und ungerechtfertigt erscheinender Patente kommt, können sie Einspruch einlegen und damit die erneute Überprüfung der Patentierung einleiten.
Das Ergebnis des Einspruchs kann die Zurückweisung des Einspruchs sein (also dann die ungeänderte Aufrechterhaltung des Patents) oder der teilweise oder vollständige Widerruf des in Rede stehenden Patents.

## Abgrenzung, Unterschiede
Das deutsche Patentrecht kennt auch das Institut der Nichtigkeitsklage. Materiell werden in einer Nichtigkeitsklage im Wesentlichen die gleichen Fragen wie in einem Einspruchsverfahren diskutiert. Die Nichtigkeitsklage kann aber jederzeit nach Ablauf der Einspruchsfrist erhoben werden. Die Kostenaspekte des Einspruchsverfahrens sind anders als die der Nichtigkeitsklage geregelt.
Wenn Nichtigkeitsklage gegen den deutschen Anteil eines europäischen Patents erhoben wird, hat eine (Teil-)Nichtigerklärung des deutschen Anteils des Patents im rechtlichen Sinn keine Auswirkung auf die Anteile des europäischen Patents in anderen Ländern Europas. Wenn vor dem europäischen Patentamt ein Einspruch gegen ein europäisches Patent erhoben wird, hat ein (Teil-)Widerruf des Patents Wirkung gegen alle nationalen Anteile des europäischen Patents.
Wenn ein Einspruch vom Einsprechenden zurückgenommen wird, kann das Patentamt das Einspruchsverfahren fortsetzen. Wenn dagegen eine Nichtigkeitsklage zurückgenommen wird, ist das Klageverfahren beendet.
Der Einspruch darf nicht mit einer Beschwerde verwechselt werden. Letztere ist in einem anhängigen Verfahren der Anstoß der zweitinstanzlichen Überprüfung eines zuvor ergangenen erstinstanzlichen Beschlusses. Der Einspruch ist dagegen ein neues Verfahren, in dem eine andere Person Partei wird. Auch gegen die erstinstanzliche Entscheidung im Einspruchsverfahren ist die Beschwerde zur zweitinstanzlichen Überprüfung möglich.

## Einspruchsgründe
Der Einsprechende muss den Einspruch detailliert begründen. Ansonsten wird der Einspruch als unzulässig zurückgewiesen. Die zulässig argumentierbaren Einspruchsgründe sind in § 21 PatG abschließend vorgegeben. Das Vorliegen mindestens eines dieser Gründe muss der Einsprechende im anfänglichen Einspruchsschriftsatz ausführlich und mit Belegen erläutern.

### Mangelnde materielle Patentfähigkeit
Die Erfindung ist ggü. dem Stand der Technik nicht patentwürdig, d. h. es liegen mangelnde erfinderische Tätigkeit oder mangelnde Neuheit oder ein anderer Patentierungsausschluss der §§ 1 bis 5 PatG vor.
Der Angriff wegen mangelnder Neuheit bzw. mangelnder erfinderischer Tätigkeit ist die häufigste Begründungsschiene für Einsprüche.

### Mangelnde Offenbarung der Erfindung
Die technische Beschreibung der Erfindung ist so unzulänglich, dass sie nicht ausgeführt werden kann.

### Widerrechtliche Entnahme
Der eingetragene Inhaber ist nicht der berechtigte Inhaber des Patents, weil er nicht der Erfinder oder dessen Rechtsnachfolger ist. In diesem Fall ist nur der tatsächlich Berechtigte einspruchsberechtigt.

### Unzulässige Erweiterung
Der Gegenstand des Patents geht über den Inhalt der ursprünglich eingereichten Anmeldung hinaus.

## Verfahren

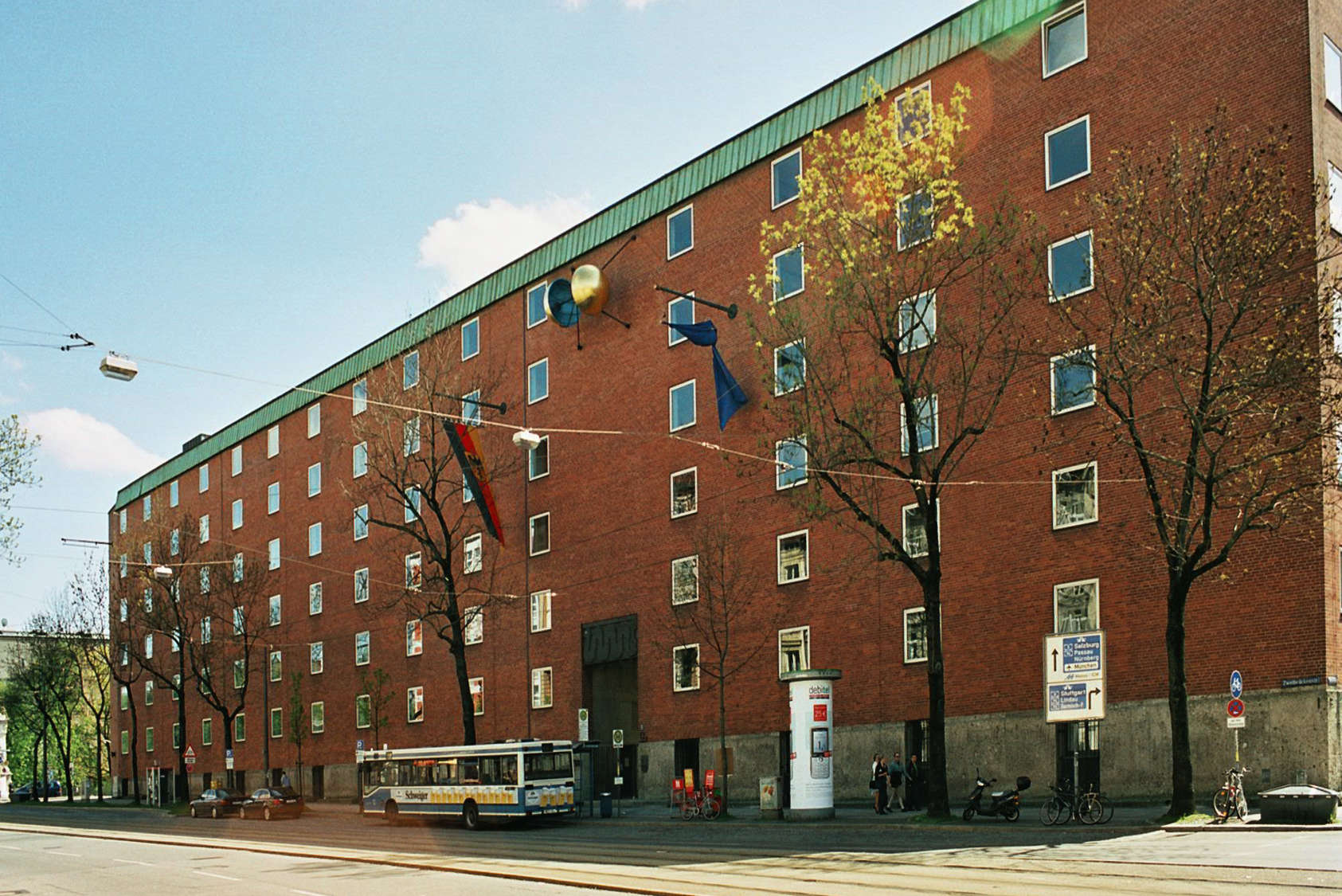
Deutsches Patent- und Markenamt in München

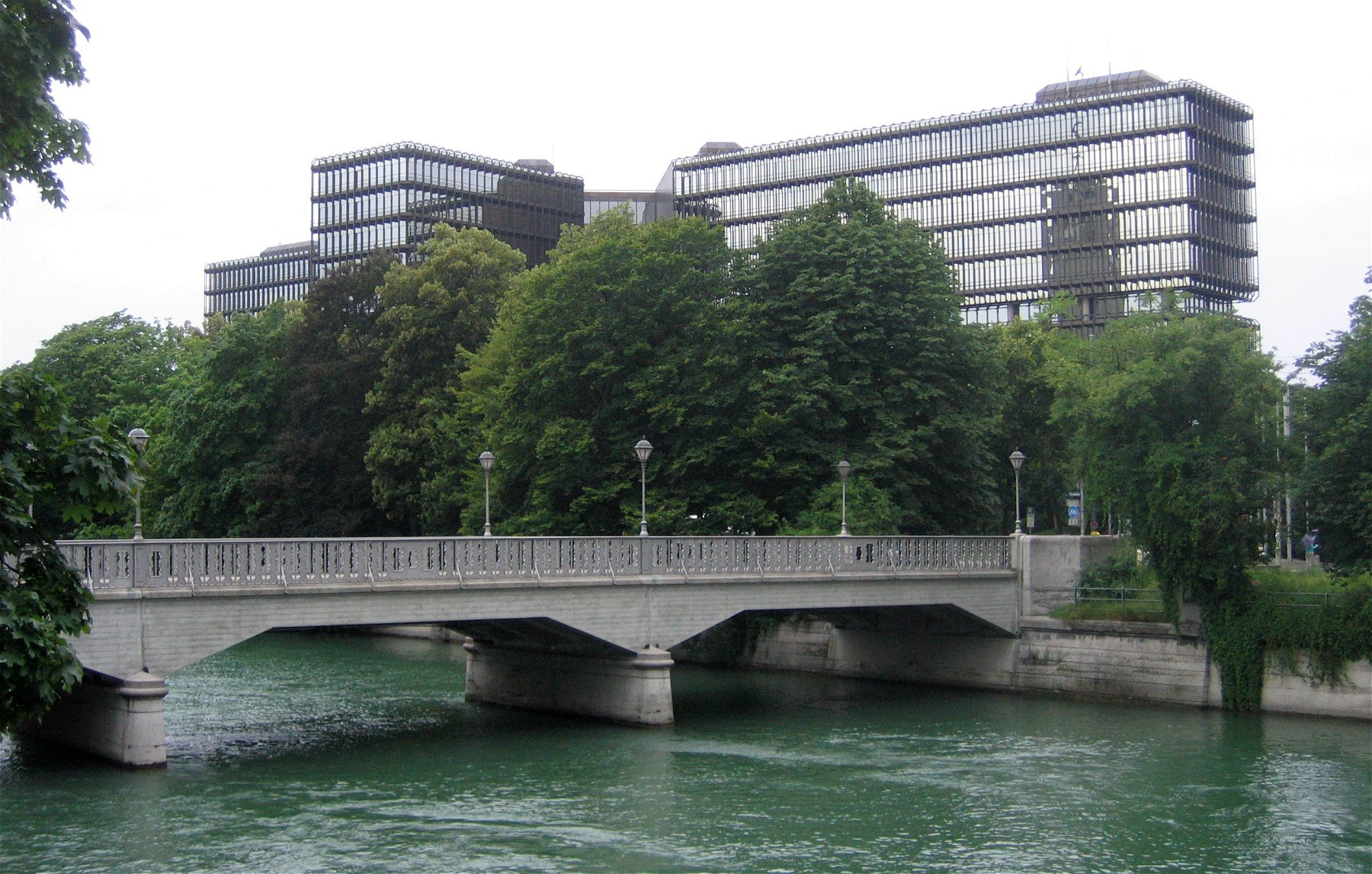
Hauptgebäude des EPA in München

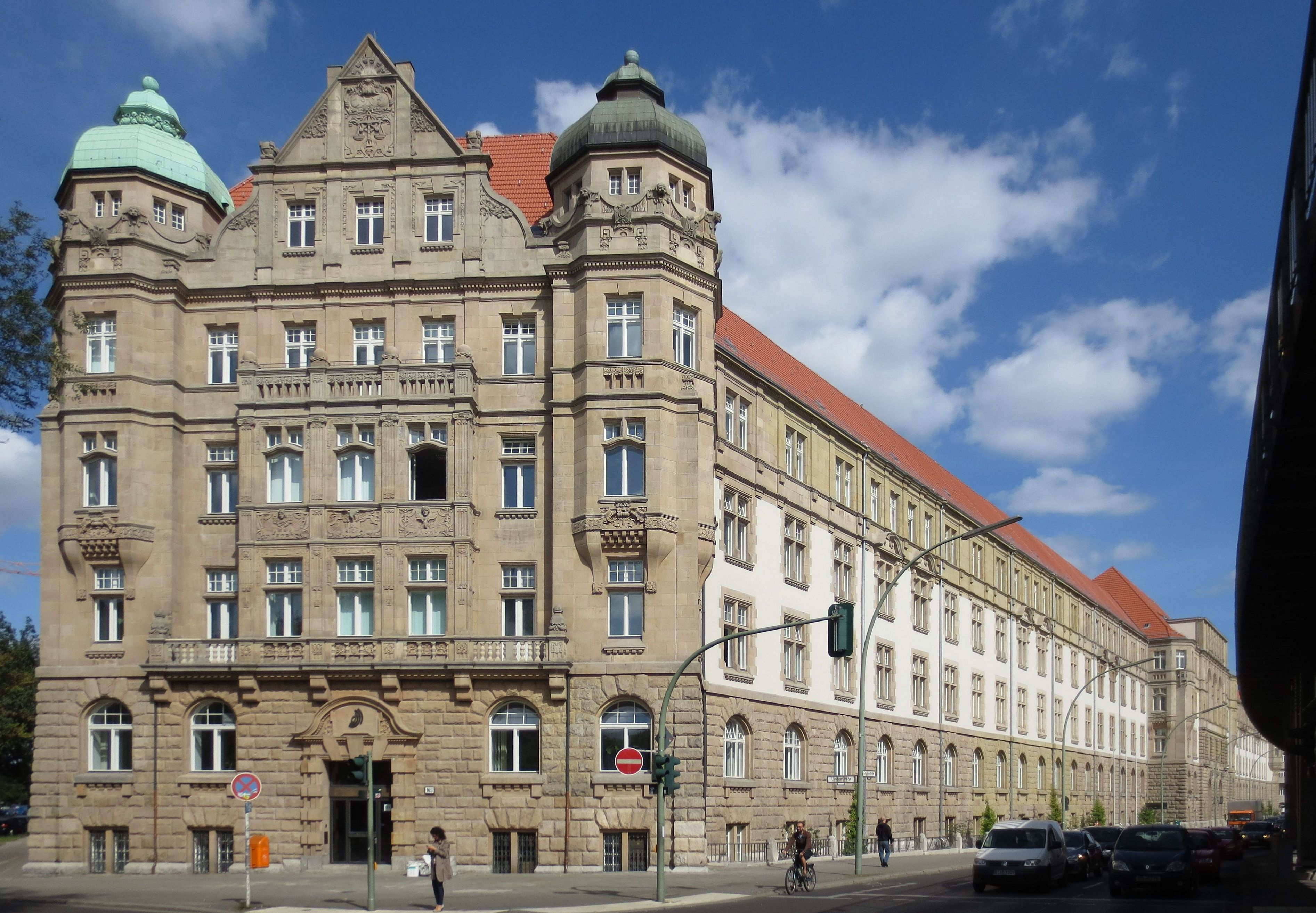
Ehemaliges Kaiserliches Patentamt in Berlin. In ihm sind heute Teile des DPMA und Teile des EPA untergebracht

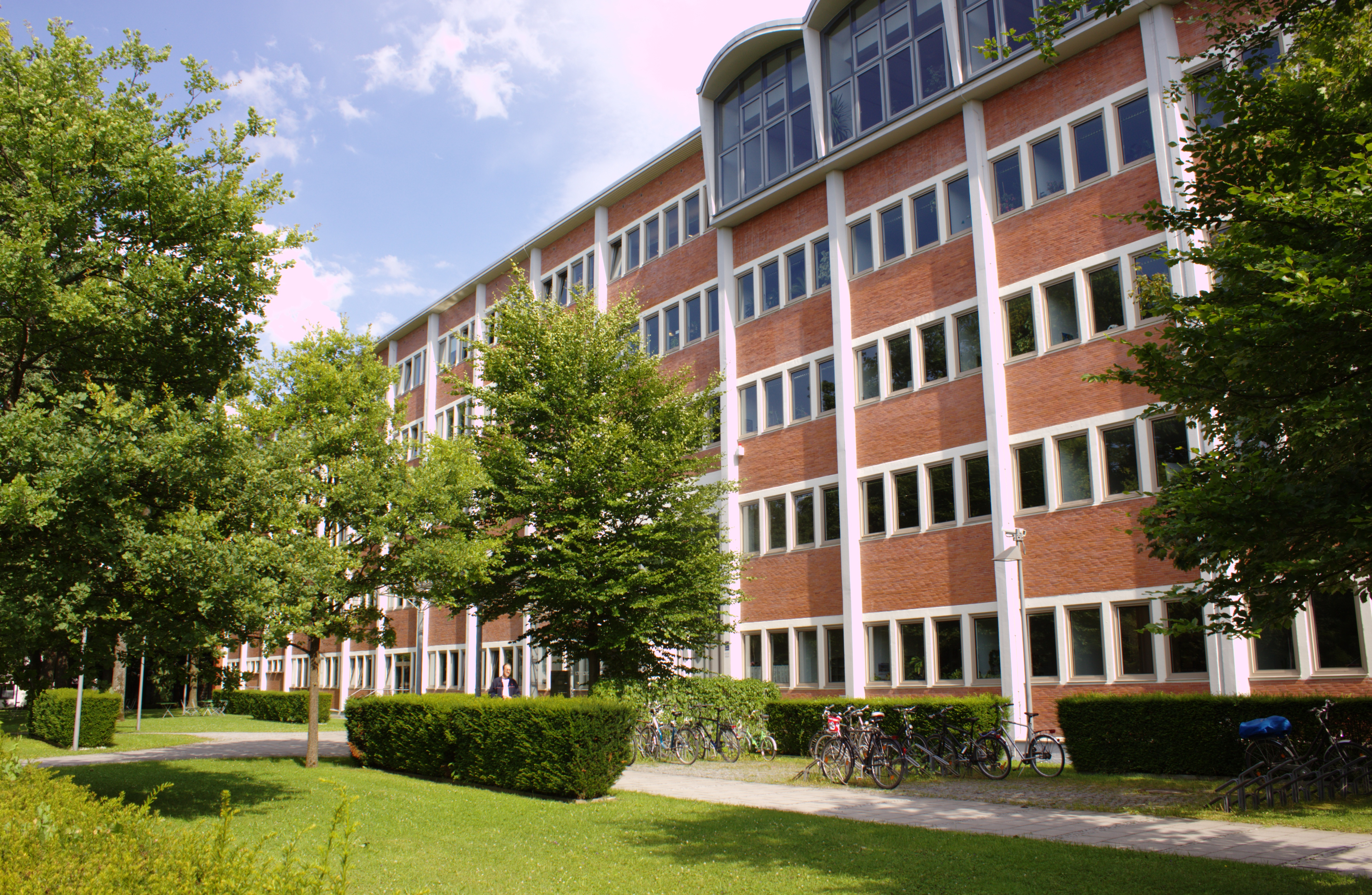
Bundespatentgericht im Süden Münchens

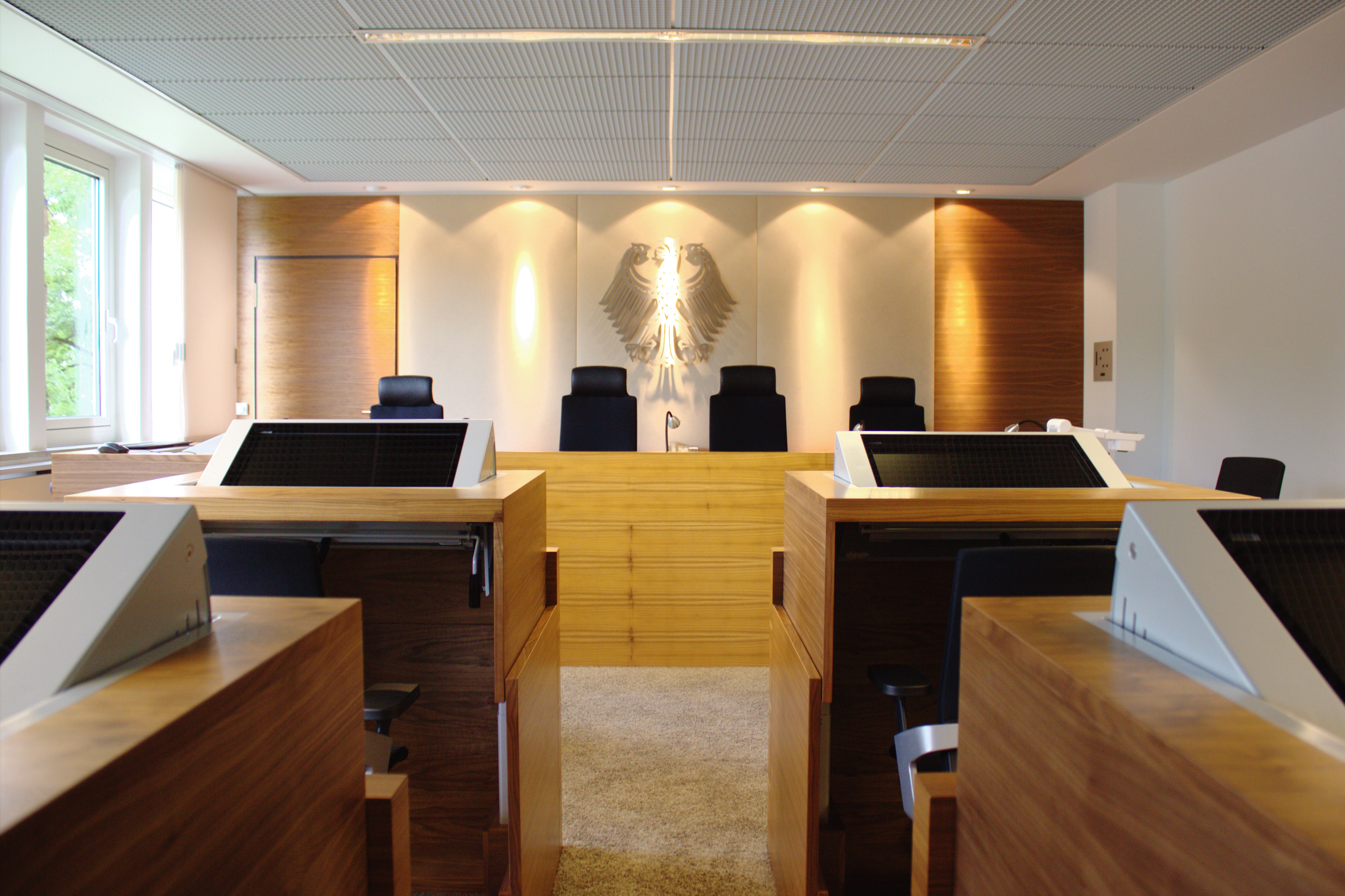
Sitzungssaal des BPatG mit IT-Ausstattung

### Einspruchsfrist
Die Frist zur Einlegung eines Einspruchs ist heute im deutschen und im europäischen Patentrecht in gleicher Weise auf neun Monate nach Veröffentlichung des Hinweises auf die Patenterteilung. Bis dahin müssen ein begründeter Einspruchsschriftsatz eingereicht und die Einspruchsgebühr gezahlt sein.
Wenn die Einspruchsfrist abgelaufen ist, ohne dass ein Einspruch eingelegt wurde, steht nach wie vor die o. g. Nichtigkeitsklage zur Verfügung, um ein Patent auf seine Schutzfähigkeit hin zu überprüfen.

### Zuständigkeit, Rechtsweg
Für Einsprüche gegen ein deutsches Patent ist ausschließlich das Deutsche Patent- und Markenamt (DPMA) in München zuständig. In ihm sind Patentabteilungen eingerichtet, die mit je drei Patentprüfern besetzt sind und über den Einspruch entscheiden. Sie entscheiden durch Beschluss. Die Beschwerdeinstanz gegen Beschlüsse des DPMA ist das Bundespatentgericht (BPatG) in München.
Für Einsprüche gegen ein europäisches Patent ist ausschließlich das Europäische Patentamt (EPA) zuständig. In ihm sind Einspruchsabteilungen eingerichtet, die mit je drei Patentprüfern besetzt sind. Sie entscheiden durch Beschluss. Die Beschwerdeinstanz gegen Beschlüsse der Einspruchsabteilungenen des EPA sind die Beschwerdekammern des EPA.

### Ablauf, Dauer
Der Einspruchsschriftsatz wird schriftlich beim DPMA bzw. beim EPA eingereicht. Dies und die Zahlung der Einspruchsgebühr müssen innerhalb der Einspruchsfrist erfolgen. Danach wird der Einspruch dem Patentinhaber zugestellt. Es schließt sich ein schriftliches Verfahren an.
Der Einsprechende wird gegen Patentwürdigkeit des angegriffenen Patents argumentieren und muss dies begründen. Er kann dies auf der Grundlage des schon vor Patenterteilung im Prüfungsverfahren zitierten Materials (Stand der Technik) tun oder kann neues Material beibringen. Der Patentinhaber kann sein Patent ändern, falls er dies als nötig ansieht, indem er insbesondere geänderte Patentansprüche einreicht, die statt der früheren dem weiteren Verfahren zugrunde gelegt werden sollen.
Früher oder später kommt es zu einer mündlichen Verhandlung und zuletzt zu einem Beschluss der zuständigen Einspruchsabteilung.
Die Verfahrensdauern einer Instanz sind etwa 12 bis 24 Monate.

### Änderungen des Patents
Auf den Einspruch hin kann der Patentinhaber sein Patent ändern, wenn er dies will. Diese Änderungen müssen, um zur sachlichen Prüfung zugelassen zu werden, unter anderem den zwei folgenden Bedingungen genügen:
- Wie im Prüfungsverfahren müssen die Änderungen dem Offenbarungserfordernis des § 38 PatG genügen. Dies bedeutet, dass Änderungen nicht über den Inhalt der einstmals eingereichten Anmeldung hinausgehen dürfen.
- Der Schutzbereich des Patents darf nicht erweitert werden. Es dürfen keine Einschränkungen des Schutzbereichs gelöscht werden, denn dies würde einen Nichtigkeitsgrund gemäß § 22 PatG darstellen.

Häufig werden deshalb im Einspruchsverfahren vom Patentinhaber enger gefasste Patentansprüche des angegriffenen Patents eingereicht, die, wenn sie unter den o. g. Kriterien zulässig sind, auf die materiellen Kriterien hin geprüft werden. Nur der Patentinhaber selbst kann Änderungen seines Patents beantragen. Weder der Einsprechende noch das Patentamt können von sich aus Änderungen vornehmen.

## Kosten
Die amtliche Einspruchsgebühr ist einmal fällig und unabhängig vom Wert des Patents. Der Einsprechende muss sie zahlen.
Ansonsten zahlt in der Regel jede Partei ihre eigenen Kosten. Einen Kostenerstattungsanspruch entsprechend dem Unterliegensprinzip gibt es nicht.

## Einzelheiten

### Wirkung ex tunc
Ein (Teil-)Widerruf des Patents wirkt grundsätzlich ex tunc, also zurück in die Vergangenheit bis zur Erteilung. Das bedeutet, dass auch für eine mögliche Verletzung in der Vergangenheit kein Schadenersatz zu zahlen ist. Schon gezahlte Lizenzgebühren müssen in der Regel aber nicht zurückgezahlt werden.

### Amtsermittlungsgrundsatz
Da Patente Rechte gegen jedermann sind, kann das Patentamt auch jenseits des Parteivorbringens Umstände berücksichtigen, die relevant sind. Nach Erhebung des Einspruchs kann das Verfahren von Amts wegen fortgesetzt werden.

### Einsprechender
Jedermann ist einspruchsberechtigt. Ein rechtliches Interesse ist nicht erforderlich. Daher können am Einspruch Interessierte, die anonym bleiben wollen, auch eine andere Person (Strohmann) beauftragen.

### Vertretung
Die Parteien können sich im Einspruchsverfahren vertreten lassen. In der Regel geschieht dies im Verfahren vor dem Deutschen Patent- und Markenamt bzw. dem Bundespatentgericht durch einen Patentanwalt, im Verfahren vor dem Europäischen Patentamt durch einen Zugelassenen Vertreter vor dem Europäischen Patentamt.